# 1827 na arte

## Nascimentos
| Data         | Nome                  | Profissão                                             | Nacionalidade | Observações | Ref |
| ------------ | --------------------- | ----------------------------------------------------- | ------------- | ----------- | --- |
| 2 de abril   | William Holman Hunt   | pintor (um dos fundadores da Irmandade Pré-Rafaelita) | Reino Unido   | m. 1910     |     |
| 28 de agosto | António José Patrício | pintor romântico                                      | Portugal      | m. 1858     |     |

## Mortes
| Data         | Nome          | Profissão | Nacionalidade | Observações | Ref |
| ------------ | ------------- | --------- | ------------- | ----------- | --- |
| 12 de agosto | William Blake | pintor    | Reino Unido   | n. 1757     |     |